# Видаль, Франсуа
Франсуа Видаль (фр. François Vidal; 16 февраля 1812, Кутра, Жиронда — 6 февраля 1872, Жиронда) — французский политический деятель, социалист, экономист, юрист.

## Биография
Изучал право в Париже, в 1831 году получил диплом юриста.
С молодости увлекался идеями А. Сен-Симона и Ш. Фурье. В 1846 году опубликовал труд, наиболее характерный для его взглядов, под названием «О распределении богатств, или Справедливое распределение в общественном хозяйстве». Отличался своим критическим видением либеральной экономики и сотрудничал с многими периодическими изданиями: La Démocratie Pacifique Виктора Консидерана, La Revue Indépendante Пьера Леру и др. Не довольствовался критикой капитализма, но анализировал его основные противоречия.
Разработал так называемую социальную экономию как общую основу политической экономии, согласно которой с помощью государства должны быть созданы колонии для безработных, трудовые ассоциации; их он рассматривал как средство постепенного мирного перехода к социализму.
Во время Весны народов Ф. Видаль был секретарём Л. Блана в Люксембургской комиссии. В 1850 году избран в Национальное собрание Франции. После государственного переворота 2 декабря 1851 года отошёл от политической деятельности.
Карл Маркс упоминал его в труде «Восемнадцатое брюмера Луи Бонапарта» (1851)

## Избранные труды
- 1844 — Caisses d'épargne
- 1846 — De la répartition des richesses ou de la justice distributive en économie sociale
- 1848 — Vivre en travaillant ! Projets, voies et moyens des réformes sociales
- 1851 — Organisation du crédit personnel et réel, mobilier et immobilier